# 원근호
원근호(1968년 11월 13일 ~)은 빙그레 이글스의 전 야구 선수다. 등번호는 49번이며, 세광고등학교를 졸업했다. 프로 통산 성적은 4경기 3.2이닝 ERA 2.45다.

## 같이 보기
- 빙그레 이글스 연도별 선수 명단